# Пинаки

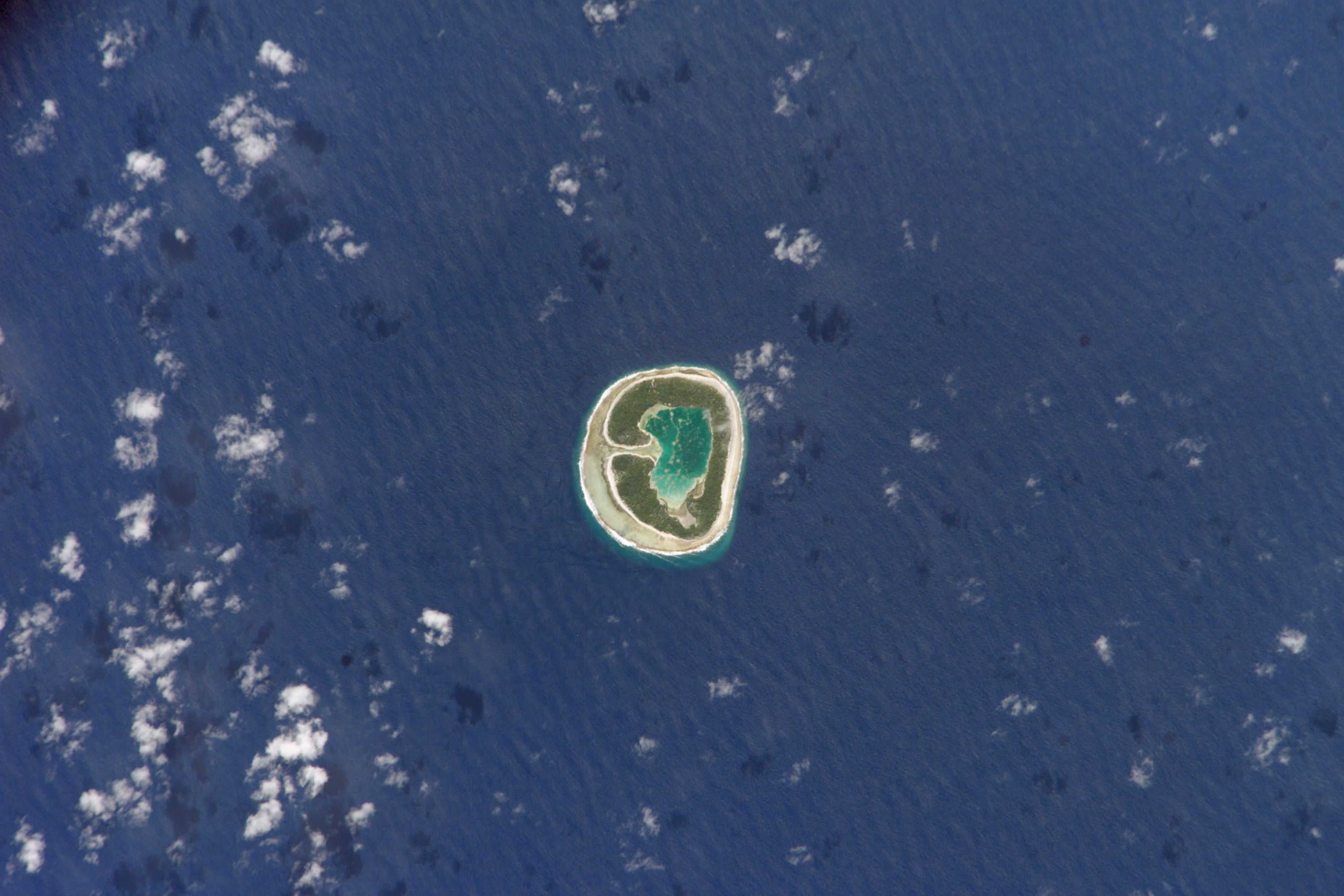
Космический снимок атолла.

Пинаки (фр. Pinaki) — атолл в архипелаге Туамоту (Французская Полинезия). Расположен в 10 км к юго-востоку от атолла Нукутаваке.

## География
Пинаки имеет форму круга, в центре которого расположена лагуна. Остров состоит из трёх моту общей площадью 1,3 км².

## История
Пинаки был открыт в 1767 году англичанином Самьюэлем Уоллисом, который назвал его остров Пятидесятницы. Другое историческое название — Нганати.

## Административное деление
Административно входит в состав коммуны Нукутаваке.

## Население
В 2007 году атолла был необитаем.